# قرار مجلس الأمن التابع للأمم المتحدة رقم 2336
قرار مجلس الأمن التابع للأمم المتحدة رقم 2336، المتخذ بالإجماع في 31 ديسمبر 2016، لدعم اتفاق وقف الأعمال القتالية في سورية وإطلاق العملية السياسية لتسوية الأزمة.

## خلفية
مشروع القرار أعدته روسيا لدعم اتفاق وقف الأعمال القتالية في سورية الذي توصلت اليه مع تركيا بوقت سابق، ويؤكد على سيادة الجمهورية العربية السورية واستقلالها ووحدتها وسلامتها الإقليمية، وذلك بعد عملية محادثات مطوّلة في العاصمة التركية أنقرة مع جماعات المعارضة السورية وبالتنسيق مع الحكومة السورية.

## نص القرار
يؤكد القرار من جديد التزامه القوي بسيادة الجمهورية العربية السورية واستقلالها ووحدتها وسلامتها الإقليمية وبمقاصد ميثاق الأمم المتحدة ومبادئه. ويكرر دعوته الأطراف إلى أن تتيح للوكالات الإنسانية إمكانية الوصول بسرعة وأمان ودون عراقيل إلى جميع أنحاء سوريا على النحو المنصوص عليه في قرارته ذات الصلة. كما يؤكد على أن الحل المستدام الوحيد للأزمة الراهنة في سوريا إنما يكون بإجراء عملية سياسية جامعة بقيادة سوريّة استنادا إلى بيان جنيف المؤرخ 30 من حزيران/يونيو2012 على النحو الذي أيده القرار 2118 (2013)، وإلى قراريه 2254 (2015) و2268 (2016)، والبيانات ذات الصلة الصادرة عن الفريق الدولي لدعم سوريا. وفيما أعرب مجلس الأمن عن تقديره لجهود الوساطة المبذولة من جانب الاتحاد الروسي وجمهورية تركيا لتيسير إرساء وقف لإطلاق النار في الجمهورية العربية السورية، أعرب أيضا عن تطلعه إلى الاجتماع المقرر عقده في أستانا بكازاخستان، بين الحكومة السورية وممثلي المعارضة باعتباره جزءا مهما من العملية السياسية التي تقودها سوريا وخطوة هامة يتم القيام بها قبل استئناف المفاوضات برعاية الأمم المتحدة في جنيف في الثامن من شباط/فبراير 2017.

## ردود فعل
- مندوب روسيا الدائم لدى الأمم المتحدة فيتالي تشوركين:«عندما ننظر سويا إلى الأهداف عوضا عن محاولة الاستفادة فإننا سنستطيع أن نتخذ قرارات مهمة».
- مندوب مصر الدائم لدى الأمم المتحدة عمرو أبو العطا: «قرار مجلس الأمن اليوم يمثل على الأقل خطوة في الاتجاه الصحيح يمكن البناء عليها».
- المندوب الصيني: «أن هذا الاتفاق سيسمح بالمضي قدما في العملية السياسية والوصول السهل للمساعدات الإنسانية وتسهيل مكافحة الإرهاب».
- نائب المندوبة الأمريكية الدائمة لدى الأمم المتحدة ميشال سيسون: «إننا نؤيد هذا الاتفاق لأنه يدعو للتفاؤل ويتطلب منا تقديم الدعم».
- المندوب البريطاني: «إنجاح هذا القرار يمكن أن تنتج عنه عملية سياسية أوسع ويكون عام 2017 عاما أفضل للشعب السوري».